# Cotzumalhuapa

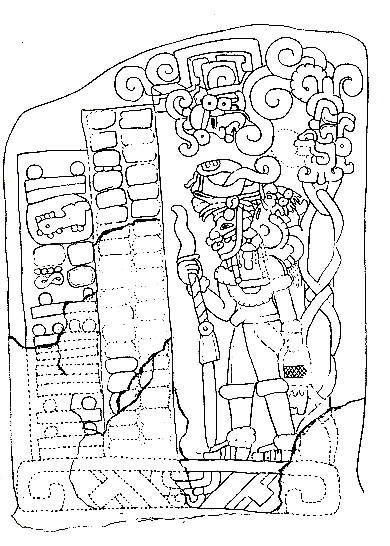
Stele 1 di El Baúl.

Cotzumalhuapa (conosciuto anche come Cotzumalguapa) è un sito archeologico mesoamericano costruito dalla civiltà Maya, situato in Guatemala nel dipartimento di Escuintla.
Cotzumalhuapa fu una potenza importante in mesoamerica ed è conosciuta per il suo stile architettonico e i geroglifici. Lo stile di Cotzumalhuapa è stato trovato in manufatti presso la costa dell'oceano Pacifico, in El Salvador, in Nicaragua, e nella zona del Chiapas in Messico, a testimonianza della importanza delle attività commerciali della città.
Cotzumalhuapa si estende per oltre 10 km quadrati e include alcuni siti archeologici più piccoli: El Baúl, Bilbao, ed El Castillo. La Stele 1 di El Baúl contiene una delle prime scritture apparse in mesoamerica, con la data impressa indicante l'anno 37.

## Luogo
La zona di Cotzumalhuapa copre 10 km², comprendendo 3 siti principali e il piccolo sito di Golón, facendo anche da snodo tra diverse strade e ponti di pietra. Le strutture principali erano costruite con riempitivi in terra e pietre scelte appositamente. Nel sito sono state trovate più di 200 strutture e 187 monumenti scolpiti datati intorno al periodo pre-classico. Nel periodo tardo classico, la zona di El Baúl fu uno dei siti più importanti della costa pacifica.

## Cultura
Gli abitanti di Cotzumalhuapa crearono uno stile artistico originale e un sistema di scrittura proprio, espresso tramite sculture monumentali, pitture rupestri, stele, altari, teste colossali. Caratteristica di Cotzumalhuapa è lo stile realistico in cui sono realizzate le figure umane, che rappresentano re e nobili. In molti casi sono abbinate a scene complesse dove interagiscono con altri personaggi o esseri sovrannaturali, e le scene di sacrificio sono frequenti.

## Influenza
Cotzumalhuapa fu sede di un potente stato Maya, che esercitava la propria egemonia su una vasta regione della costa dell'oceano pacifico. La diffusione dello stile delle sculture nelle regioni circostanti è una prova del fatto che la città fosse molto influente. Lo stile è stato rintracciato lungo una linea di 200 km dalla costa dell'oceano pacifico di El Salvador fino al dipartimento di Suchitepéquez. La sua presenza era forte anche in alcune regioni delle terre alte centrali e orientali, particolarmente nella regione di Antigua Guatemala. Alcuni elementi dello stile si trovano nelle sculture di diversi siti a Chimaltenango nelle terre alte centrali, la costa pacifica, e la valle del fiume Motagua.